# Los asesinos de la luna
Los asesinos de la luna (en inglés Killers of the Flower Moon) es una película estadounidense de drama criminal de 2023 dirigida por Martin Scorsese, con un guion de Eric Roth y Scorsese, basada en el libro de no ficción de 2017 Los asesinos de la luna de las flores: Los crímenes en la nación Osage y el nacimiento del FBI, de David Grann. Leonardo DiCaprio, quien también trabajó como productor ejecutivo, protagoniza la película junto a Robert De Niro y Lily Gladstone. 
Es la sexta colaboración cinematográfica entre Scorsese y DiCaprio, la décima entre Scorsese y De Niro, y la undécima y última colaboración entre Scorsese y Robbie Robertson, quien murió dos meses antes del estreno de la película; la película está dedicada a Robertson.
La película fue producida por Sikelia Productions, de Scorsese, y Appian Way Productions, de DiCaprio, y distribuida por Paramount Pictures y Apple TV+.

## Sinopsis
Miembros de la tribu Osage del noreste de Oklahoma son asesinados en circunstancias misteriosas en la década de 1920, lo que desencadena una importante investigación del FBI dirigida por un J. Edgar Hoover de 29 años y el exranger de Texas Tom White, descrito por el autor David Grann como «un agente de la ley a la antigua».

## Argumento
Los ancianos de la tribu Osage entierran una pipa ceremonial, lamentando la asimilación de sus descendientes a la sociedad blanca estadounidense. Paseando por su reserva Oklahoma, que presenta el fenómeno anual de "luna de flores" de campos de flores, varios Osage encuentran petróleo brotando del suelo. La tribu se vuelve rica, ya que conserva los derechos minerales y los miembros comparten los ingresos del arrendamiento de petróleo, aunque la ley exige que los tutores legales blancos designados por el tribunal administren el dinero de los miembros de sangre pura y mestiza, asumiendo que son "incompetentes". La Ley Burke  condujo a la creación de tutelas para "indios incompetentes" que requerían tutores legales blancos para gestionar los asuntos de los barrios. Todos los nativos americanos con una cantidad de sangre de la mitad o más debían tener un tutor designado por el tribunal. Aparentemente creadas para proteger a los miembros tribales, las tutelas se convirtieron en la base de una explotación generalizada de ellos por parte de los blancos. Históricamente, los nombramientos continuaron hasta la década de 1930.
En 1919, Ernest Burkhart regresa de la Primera Guerra Mundial para vivir con su hermano Byron y su tío William King Hale en el gran rancho de la reserva de Hale. Hale, un sheriff adjunto de reserva/ganadero llamado popularmente "Rey", se hace pasar por un benefactor amistoso de los Osage, habla su idioma y les otorga regalos. Sugiere que Ernest corteje a Mollie Kyle, una Osage cuya familia posee petróleo headrights. Ernest, quien junto con Byron ha estado cometiendo robos a mano armada contra los Osage, conoce a Mollie a través de su trabajo diario como taxista. Se desarrolla un romance y los dos se casan en una ceremonia que mezcla elementos católicos y osage. Con el tiempo, crían a tres hijos.
Hale planea en secreto la muerte de varios Osage ricos. Le dice a Ernest que heredará más derechos de propiedad si mueren más miembros de la familia de Mollie. Mollie es diabética y su madre Lizzie está enferma. Después de que Minnie, la hermana de Mollie, muera a causa de una misteriosa enfermedad, Hale le ordena a Byron que mate a la otra hermana de Mollie, la rebelde Anna. Lizzie y el consejo de Osage culpan a los residentes blancos de la reserva e instan a la tribu a contraatacar.
Un noticiero de la masacre racial de Tulsa de 1921, en la que los blancos destruyeron una comunidad negra y mataron a numerosos residentes, causa gran preocupación entre los Osage de que puedan sufrir de manera similar. Lizzie ve cómo sus antepasados le dan la bienvenida al más allá cuando ella muere. Hale hace que Ernest organice la muerte de Henry Roan, el primer marido de Mollie, para cobrar su seguro de vida. Sin embargo, Ernest lo arruina, causando que Hale lo azote brutalmente en un Templo masónico. 
El sheriff y los jueces locales son corruptos; no se realizan investigaciones. Un representante de la nación Osage que busca presionar al Congreso es asesinado en Washington D. C. Mollie contrata al detective privado William J. Burns, pero Ernest y Byron lo golpean y lo ahuyentan de la reserva.
A pesar de su enfermedad, Mollie viaja a Washington con una delegación de Osage y le pide ayuda al Presidente Calvin Coolidge. Debido a esto, Hale persuade a Ernest para que envenene la insulina de Mollie para "retrasarla". La condición de Mollie empeora y Ernest a veces traga él mismo el veneno por vergüenza. Hale ordena a Ernest que organice los asesinatos de Reta, la última hermana que queda de Mollie, y su marido haciendo que la criminal Acie Kirby haga volar su casa. Mollie hereda todos los derechos de cabeza de su familia.
Debido al cabildeo de Mollie, la Oficina de Investigaciones (BOI) envía al Agente Thomas Bruce White Sr. y sus asistentes a investigar; rápidamente descubren la verdad. Hale intenta cubrir sus huellas asesinando a varios de sus propios hombres, incluido Acie, pero White arresta a Hale y a Ernest. Los agentes encuentran a Mollie gravemente enferma y le brindan la atención médica adecuada.
White convence a Ernest para que confiese y entregue la evidencia estatal contra Hale. W. S. Hamilton, el abogado de Hale, intenta convencer a Ernest de que afirme que fue torturado y se retracte. Sin embargo, después de que una de sus hijas muera de tos ferina, Ernest testifica contra su tío. Hale intenta sin éxito asesinar a Ernest. Mollie se reúne con Ernest después de que él testifique, pero lo deja cuando él no admite haberla envenenado.
Más tarde, un programa de radio revela las consecuencias. Ernest y Hale fueron declarados culpables y recibieron cadena perpetua. Ambos obtuvieron la libertad condicional después de años de encarcelamiento, a pesar de las protestas Osage ante la junta de libertad condicional. Byron no cumplió condena en prisión debido a un jurado dividido. Los hermanos Shoun, que le dieron a Ernest el veneno para Mollie y estuvieron implicados en otras "muertes consumidas", no fueron procesados por falta de evidencias. Después del juicio, Mollie se divorció de Ernest, se volvió a casar y murió de diabetes en 1937 a la edad de 50 años. Fue enterrada con sus padres, hermanas e hija. Su obituario no menciona los asesinatos de Osage. Finalmente se muestra un Osage powwow del siglo XXI con un gran círculo de baile.

## Reparto
- Leonardo DiCaprio es Ernest Burkhart
- Robert De Niro es William Hale
- Lily Gladstone es Mollie Burkhart
- Jesse Plemons es Tom White
- Tantoo Cardinal es Lizzie Q
- John Lithgow es el fiscal Leaward
- Brendan Fraser es W.S. Hamilton
- Cara Jade Myers es Anna Brown
- JaNae Collins es Reta
- Jillian Dion es Minnie
- Jason Isbell es Bill Smith
- William Belleau es Henry Roan
- Louis Cancelmi es Kelsie Morrison
- Scott Shepherd es Bryan Burkhart
- Brent Langdon es Barney McBride
- Everett Waller es Paul Red Eagle
- Talee Redcorn es Non-Hon-Zhin-Ga
- Yancey Red Corn es Chief Bonnicastle
- Tatanka Means es John Wren
- Tommy Schultz es Blackie Thompson
- Sturgill Simpson es Henry Grammer
- Ty Mitchell es John Ramsey
- Gary Basaraba es William J. Burns
- Charlie Musselwhite es Alvin Reynolds
- Pat Healy es John Burger
- Steve Witting es Dr. James Shoun
- Steve Routman es Dr. David Shoun
- Michael Abbott Jr. es Frank Smith
- Randy Houser es Scott Mathis
- Jack White es Actor de show de radio
- Pete Yorn es Acie Kirby
- Larry Sellers es Non-Hon-Zhin-Ga
- Barry Corbin es Turton
- Steve Eastin es el juez Pollock
- Katherine Willis es Myrtle Hale
- Elden Henson es Duke Burkhart
- Gene Jones es Pitts Beatty
- Larry Fessenden es Voz de radio
- Vince Giordano es Director de banda del show de radio
- Martin Scorsese es Productor de show de radio
- Norma Jean es Vera

## Producción

### Desarrollo
El 10 de marzo de 2016, Imperative Entertainment obtuvo los derechos por cinco millones de dólares para realizar una adaptación cinematográfica del libro de no ficción de David Grann Killers of the Flower Moon. En abril de 2017, se reveló que Martin Scorsese, Leonardo DiCaprio y Robert De Niro estaban considerando participar en la película, cuya adaptación correría a cargo de Eric Roth. En julio del mismo año, el diseñador de producción Dante Ferretti reveló que el rodaje comenzaría a principios de 2018, con Scorsese como director y DiCaprio como protagonista. Sin embargo, la producción se estancó hasta octubre de 2018, cuando se anunció que la película sería el siguiente proyecto de Scorsese tras completar El irlandés (2019).

### Preproducción
En junio de 2019 se anunció que Paramount Pictures distribuiría la película. El 26 de julio, Scorsese viajó a la Nación Osage en Pawhuska, Oklahoma, para reunirse con Geoffrey Standing Bear y discutir cómo su pueblo podría participar en la producción del filme. Días más tarde, se informó de que De Niro se había unido al reparto y que el rodaje estaba previsto, en principio, para el verano de 2020.
En diciembre de 2019, el director de fotografía de Scorsese, Rodrigo Prieto, confirmó que se esperaba que el rodaje diera inicio en marzo de 2020, añadiendo que el «aspecto y la sensación de la película» aún se estaban descifrando. Durante la 26.ª edición de los Screen Actors Guild Awards, el 19 de enero de 2020, DiCaprio anunció oficialmente que protagonizaría la película junto con de De Niro. En abril del mismo año, se anunció que el rodaje se había pospuesto indefinidamente a causa de la pandemia de COVID-19. Mientras tanto, Scorsese se había puesto en contacto con Netflix y Apple TV+ para financiar y distribuir la película, ya que a Paramount le preocupaba que el presupuesto alcanzara los 200 millones de dólares. Paramount seguía abierta a un acuerdo para participar en la película junto a un socio adicional. En mayo, los medios anunciaron que Apple TV+ cofinanciaría y codistribuiría la película, mientras que Paramount seguiría siendo el distribuidor oficial.
En febrero de 2021, Lily Gladstone y Jesse Plemons se incorporaron al reparto. Aunque el papel de Tom White, el agente principal del FBI, fue escrito inicialmente para DiCaprio, éste presionó para interpretar al sobrino del antagonista, interpretado por De Niro. Como resultado, Jesse Plemons fue elegido para interpretar a Tom White en lugar de DiCaprio, mientras que este último fue seleccionado en el papel de Ernest Burkhart. En marzo, Tantoo Cardinal, Cara Jade Myers, JaNae Collins y Jillian Dion se incorporaron al reparto. Un mes después se anunciaron los nombres de William Belleau, Louis Cancelmi, Jason Isbell, Sturgill Simpson, Tatanka Means, Michael Abbott Jr., Pat Healy y Scott Shepherd.
En abril de 2021, Jack Fisk firmó como diseñador de producción de la película, lo que supone la primera colaboración entre el nominado al Oscar y Martin Scorsese. En junio, Steve Eastin, Gary Basaraba y Barry Corbin se unieron al elenco. En agosto se anunció que Brendan Fraser y John Lithgow se habían incorporado al reparto.

### Rodaje
El rodaje de Killers of the Flower Moon comenzó finalmente el 19 de abril de 2021, y tuvo lugar en los condados de Osage y Washington, concretamente en Pawhuska, Fairfax y Bartlesville.
En un comunicado de prensa antes del comienzo del rodaje, Scorsese manifestó: «Estamos encantados de empezar por fin la producción de Killers of the Flower Moon en Oklahoma. Poder contar esta historia en la tierra en la que se produjeron estos hechos es increíblemente importante y fundamental para permitirnos hacer una representación exacta de la época y de la gente. Estamos muy agradecidos a Apple, a la Oficina de Cine y Música de Oklahoma y a la Nación Osage, especialmente a todos nuestros consultores y asesores culturales Osage, mientras nos preparamos para este rodaje. Estamos entusiasmados por empezar a trabajar con nuestro reparto y equipo local para dar vida a esta historia en la pantalla e inmortalizar una época de la historia americana que no debería olvidarse».
El 13 de mayo, De Niro sufrió una lesión muscular en el cuádriceps de una de sus piernas y regresó a Nueva York para recibir atención médica; la producción no se retrasó, ya que las siguientes escenas del actor se rodarían en junio de 2021. El rodaje terminó el 1 de octubre de 2021. El 25 de marzo de 2022, el jefe principal de la Nación Osage, Geoffrey Standing Bear, manifestó al Club de Prensa de Tulsa que se filmarían escenas adicionales de una danza tradicional de la comunidad a mediados de mayo en el condado de Osage.

### Música
Robbie Robertson, de The Band, un colaborador frecuente de Scorsese, se encargó de componer la banda sonora de filme.

## Premios y nominaciones
| Premio                                                           | Fecha                   | Categoría                                      | Nominado                                                             | Resultado     | Ref.   |
| ---------------------------------------------------------------- | ----------------------- | ---------------------------------------------- | -------------------------------------------------------------------- | ------------- | ------ |
| American Film Institute Awards                                   | 7 de diciembre de 2023  | Top 10 mejores películas del año               | Killers of the Flower Moon                                           | Ganadora      | [ 42 ] |
| Astra Film and Creative Arts Awards                              | 6 de enero de 2024      | Mejor película                                 | Killers of the Flower Moon                                           | Nominada      | [ 43 ] |
| Astra Film and Creative Arts Awards                              | 6 de enero de 2024      | Mejor director                                 | Martin Scorsese                                                      | Nominado      | [ 43 ] |
| Astra Film and Creative Arts Awards                              | 6 de enero de 2024      | Mejor actriz                                   | Lily Gladstone                                                       | Ganadora      | [ 43 ] |
| Astra Film and Creative Arts Awards                              | 6 de enero de 2024      | Mejor guion adaptado                           | Eric Roth y Martin Scorsese                                          | Nominada      | [ 43 ] |
| Astra Film and Creative Arts Awards                              | 6 de enero de 2024      | Mejor reparto                                  | Killers of the Flower Moon                                           | Nominada      | [ 43 ] |
| Astra Film and Creative Arts Awards                              | 26 de febrero de 2024   | Mejor fotografía                               | Rodrigo Prieto                                                       | Nominado      | [ 43 ] |
| Astra Film and Creative Arts Awards                              | 26 de febrero de 2024   | Mejor diseño de vestuario                      | Jacqueline West                                                      | Nominada      | [ 43 ] |
| Astra Film and Creative Arts Awards                              | 26 de febrero de 2024   | Mejor montaje                                  | Thelma Schoonmaker                                                   | Nominada      | [ 43 ] |
| Astra Film and Creative Arts Awards                              | 26 de febrero de 2024   | Mejor diseño de producción                     | Jack Fisk y Adam Willis                                              | Nominados     | [ 43 ] |
| Astra Film and Creative Arts Awards                              | 26 de febrero de 2024   | Mejor banda sonora                             | Robbie Robertson                                                     | Nominado      | [ 43 ] |
| Asociación de Críticos de Cine de Boston                         | 10 de diciembre de 2023 | Mejor Actriz                                   | Lily Gladstone                                                       | Ganadora      | [ 44 ] |
| Asociación de Críticos de Cine de Boston                         | 10 de diciembre de 2023 | Mejor guion adaptado                           | Eric Roth y Martin Scorsese                                          | Segundo lugar | [ 44 ] |
| Asociación de Críticos de Cine de Boston                         | 10 de diciembre de 2023 | Mejor montaje                                  | Thelma Schoonmaker                                                   | Ganadora      | [ 44 ] |
| Asociación de Críticos de Cine de Boston                         | 10 de diciembre de 2023 | Mejor banda sonora original                    | Robbie Robertson                                                     | Ganador       | [ 44 ] |
| Asociación de Críticos de Cine de Boston                         | 10 de diciembre de 2023 | Mejor reparto                                  | Killers of the Flower Moon                                           | Segundo lugar | [ 44 ] |
| Camerimage Film Festival                                         | 18 de noviembre de 2023 | Golden Frog                                    | Rodrigo Prieto (director de fotografía) y Martin Scorsese (director) | Nominados     | [ 45 ] |
| Premios de la Asociación de Críticos de Cine de Chicago          | 12 de diciembre de 2023 | Mejor película                                 | Killers of the Flower Moon                                           | Ganador       | [ 46 ] |
| Premios de la Asociación de Críticos de Cine de Chicago          | 12 de diciembre de 2023 | Mejor director                                 | Martin Scorsese                                                      | Nominado      | [ 46 ] |
| Premios de la Asociación de Críticos de Cine de Chicago          | 12 de diciembre de 2023 | Mejor actor                                    | Leonardo DiCaprio                                                    | Nominado      | [ 46 ] |
| Premios de la Asociación de Críticos de Cine de Chicago          | 12 de diciembre de 2023 | Mejor actriz                                   | Lily Gladstone                                                       | Nominada      | [ 46 ] |
| Premios de la Asociación de Críticos de Cine de Chicago          | 12 de diciembre de 2023 | Mejor guion adaptado                           | Eric Roth y Martin Scorsese                                          | Ganador       | [ 46 ] |
| Premios de la Asociación de Críticos de Cine de Chicago          | 12 de diciembre de 2023 | Mejor dirección de arte / diseño de producción | Jack Fisk y Adam Willis                                              | Nominado      | [ 46 ] |
| Premios de la Asociación de Críticos de Cine de Chicago          | 12 de diciembre de 2023 | Mejor fotografía                               | Rodrigo Prieto                                                       | Nominado      | [ 46 ] |
| Premios de la Asociación de Críticos de Cine de Chicago          | 12 de diciembre de 2023 | Mejor diseño de vestuario                      | Jacqueline West                                                      | Nominada      | [ 46 ] |
| Premios de la Asociación de Críticos de Cine de Chicago          | 12 de diciembre de 2023 | Mejor montaje                                  | Thelma Schoonmaker                                                   | Nominada      | [ 46 ] |
| Premios de la Asociación de Críticos de Cine de Chicago          | 12 de diciembre de 2023 | Mejor banda sonora original                    | Robbie Robertson                                                     | Ganador       | [ 46 ] |
| Florida Film Critics Circle Awards                               | 21 de diciembre de 2023 | Mejor película                                 | Killers of the Flower Moon                                           | Nominada      | [ 47 ] |
| Florida Film Critics Circle Awards                               | 21 de diciembre de 2023 | Mejor actriz                                   | Lily Gladstone                                                       | Ganadora      | [ 47 ] |
| Florida Film Critics Circle Awards                               | 21 de diciembre de 2023 | Premio revelación                              | Lily Gladstone                                                       | Ganadora      | [ 47 ] |
| Florida Film Critics Circle Awards                               | 21 de diciembre de 2023 | Mejor guion adaptado                           | Eric Roth y Martin Scorsese                                          | Nominada      | [ 47 ] |
| Florida Film Critics Circle Awards                               | 21 de diciembre de 2023 | Mejor reparto                                  | Killers of the Flower Moon                                           | Ganadora      | [ 47 ] |
| Florida Film Critics Circle Awards                               | 21 de diciembre de 2023 | Mejor película                                 | Killers of the Flower Moon                                           | Nominada      | [ 47 ] |
| Florida Film Critics Circle Awards                               | 21 de diciembre de 2023 | Mejor fotografía                               | Rodrigo Prieto                                                       | Nominada      | [ 47 ] |
| Florida Film Critics Circle Awards                               | 21 de diciembre de 2023 | Mejor banda sonora                             | Robbie Robertson                                                     | Nominada      | [ 47 ] |
| Premios Globo de Oro                                             | 7 de enero de 2024      | Mejor película dramática                       | Killers of the Flower Moon                                           | Nominada      | [ 48 ] |
| Premios Globo de Oro                                             | 7 de enero de 2024      | Mejor actor - Drama                            | Leonardo DiCaprio                                                    | Nominado      | [ 48 ] |
| Premios Globo de Oro                                             | 7 de enero de 2024      | Mejor actriz - Drama                           | Lily Gladstone                                                       | Ganadora      | [ 48 ] |
| Premios Globo de Oro                                             | 7 de enero de 2024      | Mejor actor de reparto                         | Robert De Niro                                                       | Nominado      | [ 48 ] |
| Premios Globo de Oro                                             | 7 de enero de 2024      | Mejor director                                 | Martin Scorsese                                                      | Nominado      | [ 48 ] |
| Premios Globo de Oro                                             | 7 de enero de 2024      | Mejor guion                                    | Eric Roth y Martin Scorsese                                          | Nominados     | [ 48 ] |
| Premios Globo de Oro                                             | 7 de enero de 2024      | Mejor banda sonora                             | Robbie Robertson                                                     | Nominado      | [ 48 ] |
| Premios Gotham                                                   | 27 de noviembre de 2023 | Tributo Historical Icon & Creator              | Killers of the Flower Moon                                           | Ganadora      | [ 49 ] |
| Hollywood Critics Association Midseason Film Awards              | 1 de julio de 2022      | Película más esperada                          | Killers of the Flower Moon                                           | Nominada      | [ 50 ] |
| Hollywood Critics Association Midseason Film Awards              | 30 de junio de 2023     | Película más esperada                          | Killers of the Flower Moon                                           | Nominada      | [ 51 ] |
| Premios de Música de Hollywood de Medios de Comunicación         | 15 de noviembre de 2023 | Mejor banda sonora                             | Robbie Robertson                                                     | Ganador       | [ 52 ] |
| Premios de la Asociación de Críticos de Cine de Los Ángeles      | 10 de diciembre de 2023 | Mejor interpretación de reparto                | Lily Glastone                                                        | Segundo lugar | [ 53 ] |
| Premios de la Asociación de Críticos de Cine de Los Ángeles      | 10 de diciembre de 2023 | Mejor fotografía                               | Rodrigo Prieto                                                       | Segundo lugar | [ 53 ] |
| National Board of Review                                         | 6 de diciembre de 2023  | Mejor película                                 | Killers of the Flower Moon                                           | Ganadora      | [ 54 ] |
| National Board of Review                                         | 6 de diciembre de 2023  | Mejor director                                 | Martin Scorsese                                                      | Ganador       | [ 54 ] |
| National Board of Review                                         | 6 de diciembre de 2023  | Mejor actriz                                   | Lily Gladstone                                                       | Ganadora      | [ 54 ] |
| National Board of Review                                         | 6 de diciembre de 2023  | Logro destacado en cinematografía              | Rodrigo Prieto                                                       | Ganador       | [ 54 ] |
| Premios del Círculo de Críticos de Cine de Nueva York            | 30 de noviembre de 2023 | Mejor película                                 | Killers of the Flower Moon                                           | Ganadora      | [ 55 ] |
| Premios del Círculo de Críticos de Cine de Nueva York            | 30 de noviembre de 2023 | Mejor actriz                                   | Lily Gladstone                                                       | Ganadora      | [ 55 ] |
| Premios del Festival Internacional de Cine de Palm Springs       | 4 de enero de 2024      | Vanguard Award                                 | Martin Scorsese, Leonardo DiCaprio y Lily Gladstone                  | Ganadores     | [ 56 ] |
| Festival Internacional de Cine de Santa Bárbara                  | 10 de febrero de 2024   | Virtuoso Award                                 | Lily Gladstone                                                       | Ganadora      | [ 57 ] |
| Asociación de Críticos de Cine de San Luis                       | 17 de diciembre de 2023 | Mejor película                                 | Killers of the Flower Moon                                           | Nominada      | [ 58 ] |
| Asociación de Críticos de Cine de San Luis                       | 17 de diciembre de 2023 | Mejor director                                 | Martin Scorsese                                                      | Nominada      | [ 58 ] |
| Asociación de Críticos de Cine de San Luis                       | 17 de diciembre de 2023 | Mejor actor                                    | Leonardo DiCaprio                                                    | Nominada      | [ 58 ] |
| Asociación de Críticos de Cine de San Luis                       | 17 de diciembre de 2023 | Mejor actriz                                   | Lily Gladstone                                                       | Ganadora      | [ 58 ] |
| Asociación de Críticos de Cine de San Luis                       | 17 de diciembre de 2023 | Mejor guion adaptado                           | Eric Roth y Martin Scorsese                                          | Nominada      | [ 58 ] |
| Asociación de Críticos de Cine de San Luis                       | 17 de diciembre de 2023 | Mejor reparto                                  | Killers of the Flower Moon                                           | Nominada      | [ 58 ] |
| Asociación de Críticos de Cine de San Luis                       | 17 de diciembre de 2023 | Mejor fotografía                               | Rodrigo Prieto                                                       | Nominada      | [ 58 ] |
| Asociación de Críticos de Cine de San Luis                       | 17 de diciembre de 2023 | Mejor montaje                                  | Thelma Schoonmaker                                                   | Nominada      | [ 58 ] |
| Asociación de Críticos de Cine de San Luis                       | 17 de diciembre de 2023 | Mejor diseño de vestuario                      | Jacqueline West y Julie O'Keefe                                      | Nominada      | [ 58 ] |
| Asociación de Críticos de Cine de San Luis                       | 17 de diciembre de 2023 | Mejor diseño de producción                     | Jack Fisk                                                            | Nominada      | [ 58 ] |
| Asociación de Críticos de Cine de San Luis                       | 17 de diciembre de 2023 | Mejor banda sonora                             | Robbie Robertson                                                     | Nominada      | [ 58 ] |
| Asociación de Críticos de Cine de San Luis                       | 17 de diciembre de 2023 | Mejor escena                                   | "Radio show finale"                                                  | Nominada      | [ 58 ] |
| Variety's Power of Women                                         | 16 de noviembre de 2023 | Honoree                                        | Lily Gladstone                                                       | Ganadora      | [ 59 ] |
| Premios de la Asociación de Críticos de Cine de Washington D. C. | 10 de diciembre de 2023 | Mejor película                                 | Killers of the Flower Moon                                           | Nominada      | [ 60 ] |
| Premios de la Asociación de Críticos de Cine de Washington D. C. | 10 de diciembre de 2023 | Mejor director                                 | Martin Scorsese                                                      | Nominado      | [ 60 ] |
| Premios de la Asociación de Críticos de Cine de Washington D. C. | 10 de diciembre de 2023 | Mejor actriz                                   | Lily Gladstone                                                       | Ganadora      | [ 60 ] |
| Premios de la Asociación de Críticos de Cine de Washington D. C. | 10 de diciembre de 2023 | Mejor guion adaptado                           | Eric Roth y Martin Scorsese                                          | Nominados     | [ 60 ] |
| Premios de la Asociación de Críticos de Cine de Washington D. C. | 10 de diciembre de 2023 | Mejor dirección de arte                        | Jack Fisk y Adam Willis                                              | Nominados     | [ 60 ] |
| Premios de la Asociación de Críticos de Cine de Washington D. C. | 10 de diciembre de 2023 | Mejor fotografía                               | Rodrigo Prieto                                                       | Nominado      | [ 60 ] |
| Premios de la Asociación de Críticos de Cine de Washington D. C. | 10 de diciembre de 2023 | Mejor montaje                                  | Thelma Schoonmaker                                                   | Nominada      | [ 60 ] |
| Premios de la Asociación de Críticos de Cine de Washington D. C. | 10 de diciembre de 2023 | Mejor banda sonora original                    | Robbie Robertson                                                     | Nominado      | [ 60 ] |
| Premios de la Asociación de Críticos de Cine de Washington D. C. | 10 de diciembre de 2023 | Mejor reparto                                  | Killers of the Flower Moon                                           | Nominada      | [ 60 ] |
| Medallas del Círculo de Escritores Cinematográficos              | 5 de febrero de 2024    | Mejor película extranjera                      | Los asesinos de la luna                                              | Ganadora      | [ 61 ] |
| Premios de la Sociedad Internacional de Cinéfilos                | 10 de febrero de 2024   | Mejor película                                 | Los asesinos de la luna                                              | Nominada      | [ 62 ] |
| Premios de la Sociedad Internacional de Cinéfilos                | 10 de febrero de 2024   | Mejor actriz                                   | Lily Gladstone                                                       | Nominada      | [ 62 ] |
| Premios de la Sociedad Internacional de Cinéfilos                | 10 de febrero de 2024   | Mejor guion adaptado                           | Eric Roth, Martin Scorsese                                           | Nominada      | [ 62 ] |
| Premios de la Sociedad Internacional de Cinéfilos                | 10 de febrero de 2024   | Mejor diseño de producción                     | Jack Fisk, Adam Willis                                               | Nominada      | [ 62 ] |
| Premios de la Sociedad Internacional de Cinéfilos                | 10 de febrero de 2024   | Mejor banda sonora                             | Robbie Robertson                                                     | Nominada      | [ 62 ] |
| Premios Oscar                                                    | 10 de marzo de 2024     | Mejor película                                 | Dan Friedkin, Bradley Thomas, Martin Scorsese y Daniel Lupi          | Nominada      | [ 63 ] |
| Premios Oscar                                                    | 10 de marzo de 2024     | Mejor director                                 | Martin Scorsese                                                      | Nominado      | [ 63 ] |
| Premios Oscar                                                    | 10 de marzo de 2024     | Mejor actriz                                   | Lily Gladstone                                                       | Nominada      | [ 63 ] |
| Premios Oscar                                                    | 10 de marzo de 2024     | Mejor actor de reparto                         | Robert De Niro                                                       | Nominado      | [ 63 ] |
| Premios Oscar                                                    | 10 de marzo de 2024     | Mejor fotografía                               | Rodrigo Prieto                                                       | Nominado      | [ 63 ] |
| Premios Oscar                                                    | 10 de marzo de 2024     | Mejor montaje                                  | Thelma Schoonmaker                                                   | Nominada      | [ 63 ] |
| Premios Oscar                                                    | 10 de marzo de 2024     | Mejor diseño de vestuario                      | Jacqueline West                                                      | Nominada      | [ 63 ] |
| Premios Oscar                                                    | 10 de marzo de 2024     | Mejor diseño de producción                     | Jack Fisk y Adam Willis                                              | Nominada      | [ 63 ] |
| Premios Oscar                                                    | 10 de marzo de 2024     | Mejor banda sonora                             | Robbie Robertson                                                     | Nominado      | [ 63 ] |
| Premios Oscar                                                    | 10 de marzo de 2024     | Mejor canción original                         | "Wahzhazhe (A Song for My People)" por Scott George                  | Nominada      | [ 63 ] |
| Premios Sant Jordi                                               | 24 de abril de 2024     | Mejor película extranjera                      | Los asesinos de la luna                                              | Ganadora      | [ 64 ] |
| Premios Sant Jordi                                               | 24 de abril de 2024     | Mejor actriz en película extranjera            | Lily Gladstone                                                       | Ganadora      | [ 64 ] |